# 吉王陵
吉王陵坐落在中国长沙市雨花区跳马镇，主要分布在跳马镇跳马村、杨林村、三仙岭村、复兴村（范围南北长9公里，东西宽5公里），是明英宗朱祁镇第七子吉简王朱见浚、吉悼王、吉定王、吉端王、吉庄王、吉宣王、吉宪王等七代亲王，及世子、妃嫔、属官的墓葬，并建有城墙等，是明代按藩王葬制建造的大规模王室陵墓遗址群。
2019年，吉王陵入选湖南省第十批文物保护单位。